# 목암초등학교
목암초등학교는 대한민국 경기도 고양시에 있는 공립 초등학교이다.

## 학교 연혁
- 2003년 8월 28일 교명선정위원회 개최 교명안 선정
- 2004년 3월 6일 설립인가
- 2004년 4월 26일 착공
- 2005년 3월 1일 초대 유중경 교장 취임
- 2005년 3월 4일 12학급 편성(남학생 175명, 여학생 205명, 계 380명)
- 2005년 3월 11일 병설유치원 2학급 개원
- 2010년 9월 1일 제2대 임하기 교장 취임
- 2014년 2월 14일 제9회 졸업식(218명, 총 1,323명)
- 2014년 3월 1일 44학급, 특수 1학급, 병설유치원 3학급 편성
- 2014년 9월 1일 제3대 이좌형 교장 취임

## 참고 자료
- 목암초등학교 - 한국교육학술정보원 학교알리미